# 双教堂镇 (帕雷德斯)
双教堂镇（葡萄牙語：Duas Igrejas）是葡萄牙波尔图区帕雷德斯的一个堂区。总面积4.1平方公里，总人口3843人，人口密度937.3人/平方公里。